# Église Saint-Gabriel de Munich
Saint-Gabriel est une église paroissiale et monastique catholique de Munich, située à l'angle de Versailler Strasse et Prinzregentenstrasse dans le quartier de Haidhausen.

## Histoire
L'église Saint-Gabriel a été construite de 1925 à 1926 pour les 13 000 catholiques du district Haidhausen par Otho Orlando Kurz et Eduard Herbert. Les Franciscains croates de la Province de Split y sont actifs depuis 1986.
En décembre 2018, les paroisses de Heilig Blut et de Saint-Gabriel ont fusionné pour former une association paroissiale. 

## Architecture

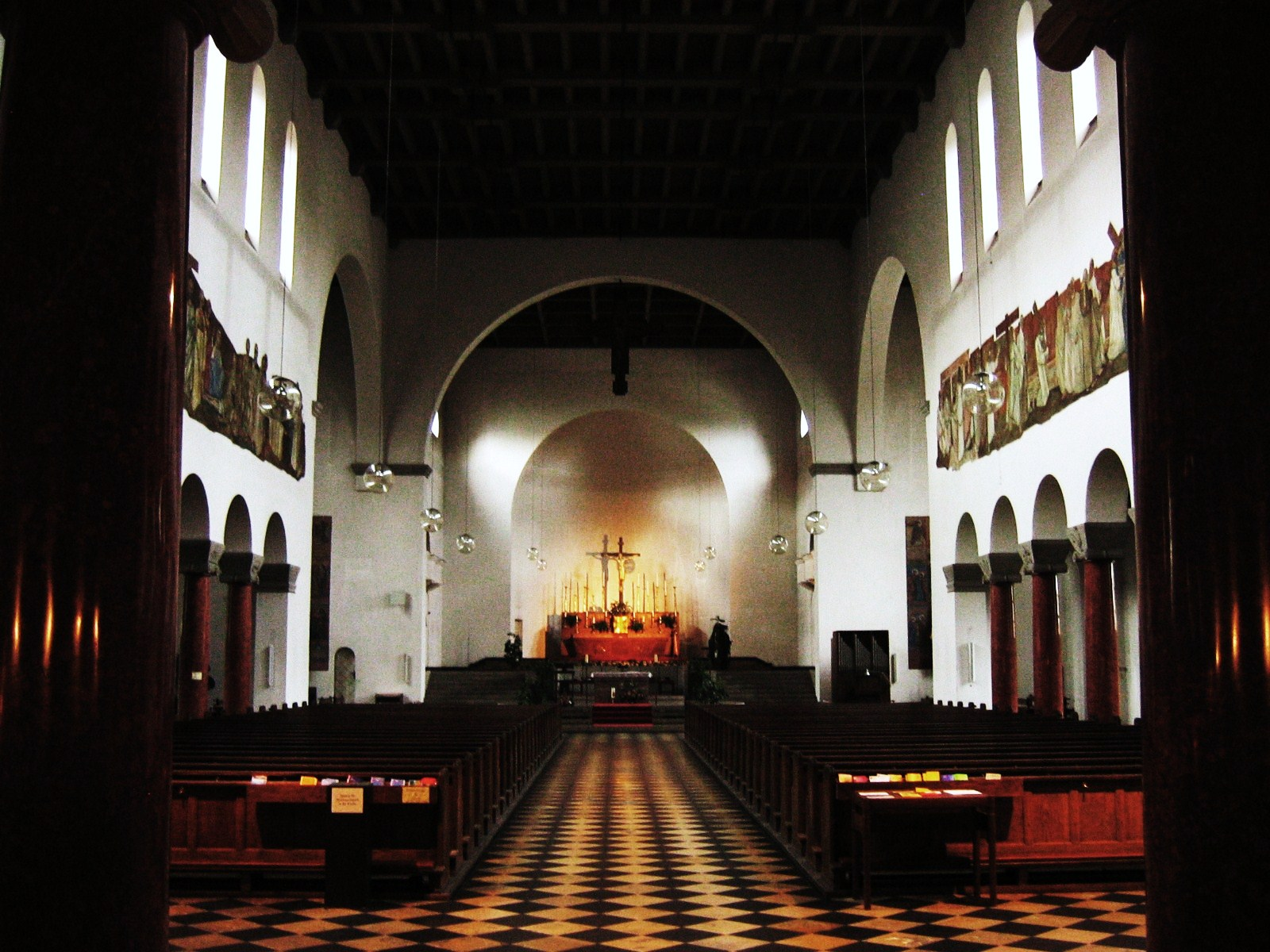
vue de l'intérieur

L'extérieur est un bâtiment en maçonnerie revêtu de briques rouges avec un portique devant l'entrée et un clocher de 45 m de haut. L'intérieur de Saint-Gabriel correspond à une basilique paléochrétienne avec une spacieuse nef centrale haute de 17 m. Avec les églises paroissiales Sainte-Anne im Lehel, Saint-Maximilien et Saint-Paul an der Theresienwiese, Saint-Gabriel possède l'une des plus grandes tours-horloges de la ville.

## Orgue

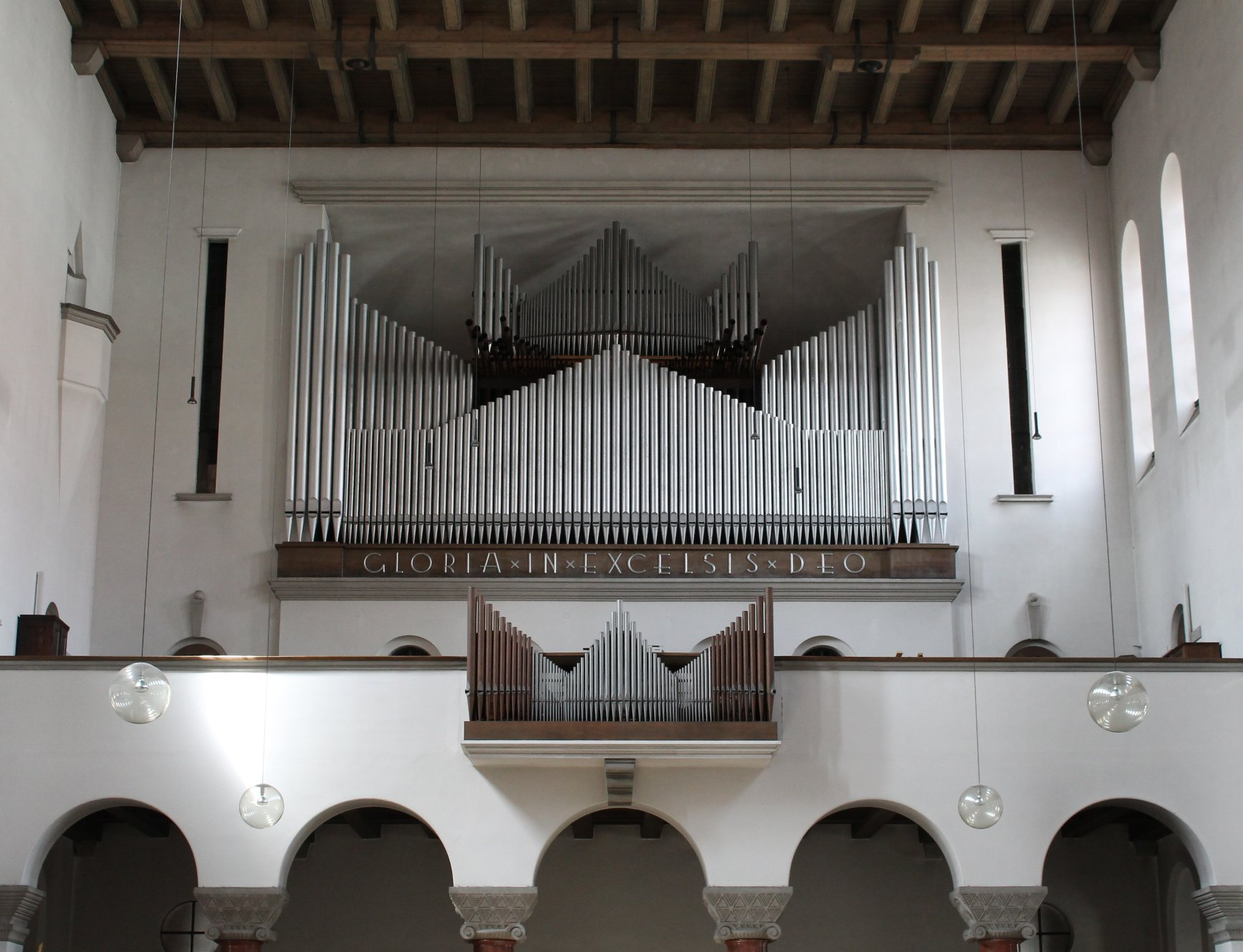
Orgue

L'orgue a été construit en 1969 par EF Walcker & Cie. Il a 41 jeux sur trois claviers et une pédale.

## Littérature
- Winfried Nerdinger : Guide d'architecture de Munich. Reimer, Munich 2007, page 81.
- Klaus-Martin Bresgott : St. Gabriel Munich-Haidhausen. Dans : Nouveaux espaces sacrés. 100 églises du modernisme classique. Zurich 2019, pages 52f.

## Liens web
- Histoire de l'église sur le site de la paroisse Saint-Gabriel
- Données, sons et images pour les cloches de l'église Saint-Gabriel dans le localisateur de cloches